# Калушери (Муреш)
Калушери (рум. Călușeri) насеље је у Румунији у округу Муреш у општини Ернеј. Oпштина се налази на надморској висини од 365 m.

## Становништво
Према подацима из 2002. године у насељу је живело 625 становника.

### Попис2002.
| Расподела становништва по националности 2002.‍ | Расподела становништва по националности 2002.‍ | Расподела становништва по националности 2002.‍ | Расподела становништва по националности 2002.‍ | Расподела становништва по националности 2002.‍ |
| --------------------------------------------- | --------------------------------------------- | --------------------------------------------- | --------------------------------------------- | --------------------------------------------- |
|                                               |                                               |                                               |                                               |                                               |
| Румуни                                        | Румуни                                        |                                               | 9                                             | 1,4%                                          |
| Мађари                                        | Мађари                                        |                                               | 554                                           | 88,6%                                         |
| Роми                                          | Роми                                          |                                               | 62                                            | 9,9%                                          |